# Петрушенко Андрій Сергійович
Андрі́й Сергі́йович Петруше́нко (9 грудня 1984, м. Канів, Черкаська область — 11 січня 2015, м. Горлівка, Донецька область) — український військовик, молодший сержант Збройних сил України (44-а окрема артилерійська бригада). Учасник АТО.

## Життєпис
2002 року закінчив Канівську ЗОШ № 4, 2003-го — Канівське ПТУ № 23. Протягом 2003—2004 років пройшов строкову службу в лавах ЗСУ. Навчався у Східноєвропейському університеті економіки і менеджменту, спеціальність — організація обслуговування ГТК.
Мобілізований у серпні 2014-го. У ніч проти 11 січня 2015 р. загинув від смертельних поранень під час мінометного обстрілу блокпоста під м. Горлівка (Донецька область).
Залишилися батьки, 7-річна дитина. Похований у рідному місті.

## Відзнаки та вшанування
Указом Президента України № 311/2015 від 4 червня 2015 року за особисту мужність і високий професіоналізм, виявлені у захисті державного суверенітету та територіальної цілісності України, вірність військовій присязі, нагороджений орденом «За мужність» III ступеня (посмертно).
У квітні 2015-го першим удостоєний (посмертно) відзнаки Канівського міського голови «За заслуги перед містом Канів».
20 травня 2015 в Канівській ЗОШ № 4 відкрито меморіальну дошку Андрієві Петрушенку.
Вшановується в меморіальному комплексі «Зала пам'яті», в щоденному ранковому церемоніалі 11 січня.